# Gleison Tibau
Janigleison Herculano Alves, mais conhecido como Gleison Tibau (Pedro Velho, 10 de julho de 1983) é um lutador brasileiro de artes marciais mistas. Atualmente compete no peso-leve e com passagem relevante no Ultimate Fighting Championship.

## Carreira no MMA
Tibau começou a treinar para as artes marciais mistas quando tinha 13 anos de idade e começou a lutar aos 15. Ele foi campeão estadual no Rio de Janeiro em jiu-jítsu e wrestling. Ele já foi lutador da Equipe Kimura, equipe da região Nordeste do Brasil. Hoje Tibau treina na American Top Team. As melhores armas de Gleison são seu condicionamento, wrestling, seu tamanho e seu Jiu Jitsu Brasileiro.

### Ultimate Figthing Championship
Tibau fez sua estreia no UFC como meio médio contra Nick Diaz. Tibau começou forte e estava colocando Diaz para baixo de forma eficiente, evitando finalizações utilizando seu Jiu Jitsu. No segundo round ele se cansou e perdeu por nocaute técnico.
Após a luta, Tibau enfrentou Jason Dent no UFC 68. Tibau dominou a luta e venceu por decisão unânime. Ele fez uma luta fora da promoção e retornou derrotando Jeff Cox por finalização. Tibau também derrotou o então invicto Terry Etim, dominando seu oponente e conseguindo uma vitória por decisão unânime.
Tibau então perdeu a luta para Tyson Griffin no UFC 81 e para Joe Stevenson no UFC 86. Ele reencontrou as vitórias contra Rich Clementi e Jeremy Stephens.
No The Ultimate Fighter 9 Finale, Tibau enfrentou Melvin Guillard. A luta terminou com Tibau perdendo por decisão dividida. A luta foi muito controversa já que alguns acharam que Tibau venceu a luta.
A luta seguinte de Tibau seria contra o ex-Campeão Peso Leve do UFC, Sean Sherk no UFC 104. Sherk se retirou da luta e foi substituído por Josh Neer. Tibau derrotou Neer após de lançar o total de 10 takedowns durante a luta por decisão unânime.
Tibau venceu sua segunda luta seguida com a vitória por nocaute técnico sobre Caol Uno em 31 de março de 2010 no UFC Fight Night 21.
Tibau enfrentou Jim Miller em 15 de setembro de 2010 no UFC Fight Night 22. Ele perdeu a luta por decisão unânime.
Tibau enfrentou Kurt Pellegrino em 19 de março de 2011 no UFC 128. Ele venceu a luta por decisão dividida.
Tibau era esperado para enfrentar Bart Palaszewski em 28 de maio de 2011 no UFC 130, substituindo o lesionado Cody McKenzie. Palaszewski também se lesionou e foi substituído pelo veterano que retornava ao UFC Rafaello Oliveira. Tibau derrotou Oliveira por finalização no segundo round, e ganhou o prêmio de Finalização da Noite.
Tibau derrotou Rafael dos Anjos em 19 de novembro de 2011 no UFC 139 por decisão dividida.
Tibau em seguida enfrentou o prospecto russo e invicto Khabib Nurmagomedov em 7 de Julho de 2012 no UFC 148. Ele perdeu a luta por decisão unânime.
Tibau enfrentou Francisco Trinaldo em 13 de outubro de 2012 no UFC 153. Ele derrotou Trinaldo por decisão unânime.
Tibau em seguida enfrentou Evan Dunham em  2 de fevereiro de 2013 no UFC 156. Ele perdeu a luta por decisão dividida.
Tibau enfrentou John Cholish em 18 de maio de 2013 no UFC on FX: Belfort vs. Rockhold. Ele venceu a luta por finalização no segundo round.
Tibau enfrentou Jamie Varner em 31 de agosto de 2013 no UFC 164 e venceu por decisão dividida.
Tibau enfrentou Michael Johnson em 28 de dezembro de 2013 no UFC 168 e perdeu por nocaute no segundo round.
Tibau era esperado para enfrentar o prospecto russo Mairbek Taisumov em 23 de março de 2014 no UFC Fight Night: Shogun vs. Henderson II. Porém, uma lesão tirou Tibau do evento e ele foi substituído por Michel Prazeres.
Tibau derrotou Pat Healy em 16 de julho de 2014 no UFC Fight Night: Cerrone vs. Miller por decisão unânime.
Tibau enfrentou o polonês Piotr Hallmann no co-evento principal do UFC Fight Night: Pezão vs. Arlovski II em 13 de setembro de 2014 e o derrotou por decisão dividida.
Tibau substituiu Jorge Masvidal contra Norman Parke em 18 de janeiro de 2015 no UFC Fight Night: McGregor vs. Siver. Ele venceu a luta por finalização no segundo round.
Tibau enfrentou Tony Ferguson em 28 de fevereiro de 2015 no UFC 184 e foi derrotado por finalização ainda no primeiro round.
Tibau enfrentou Abel Trujillo em 7 de Novembro de 2015 no UFC Fight Night: Belfort vs. Henderson III, e venceu por finalização técnica com um mata leão. A finalização de Tibau gerou polêmica, pois o arbitro interrompeu a luta sem que houvesse desistência ou inconsciência de Trujillo.

### Doping
O UFC suspendeu temporariamente Gleison em 4 de dezembro de 2015 por infringência da política antidopagem. E em 18 de fevereiro de 2016 a USADA – agência antidopagem dos Estados Unidos, o suspendeu por dois anos de afastamento das atividades esportivas pela detecção em seu exame de controle de dopagem da substância eritropoietina, também conhecida como EPO. O lutador admitiu o uso por indicação de um amigo. Além disso, sua vitória sobre Abel Trujillo foi transformada em derrota.

## Cartel no MMA
| Cartel no MMA       |             |             |
| 46 lutas            | 32 vitórias | 14 derrotas |
| Por nocaute         | 4           | 4           |
| Por finalização     | 12          | 2           |
| Por decisão         | 16          | 7           |
| Por desqualificação | 0           | 1           |

| Res.    | Cartel | Oponente                 | Método                                  | Evento                                     | Data       | Round | Tempo | Local                        | Notas |
| ------- | ------ | ------------------------ | --------------------------------------- | ------------------------------------------ | ---------- | ----- | ----- | ---------------------------- | --- |
| Derrota | 32-14  | Desmond Green            | Decisão (unânime)                       | UFC Fight Night: Rivera vs. Moraes         | 01/06/2018 | 3     | 5:00  | Utica, Nova Iorque           | |
| Derrota | 32-13  | Islam Makhachev          | Nocaute (soco)                          | UFC 220: Miocic vs. Ngannou                | 20/01/2018 | 1     | 0:57  | Boston, Massachusetts        | |
| Derrota | 32-12  | Abel Trujillo            | Desqualificação (resultado mudado)      | UFC Fight Night: Belfort vs. Henderson III | 07/11/2015 | 1     | 1:45  | São Paulo                    | Originalmente vitória por finalização (mata-leão) de Gleison, transformada posteriormente em derrota por doping. |
| Derrota | 32-11  | Tony Ferguson            | Finalização (mata-leão)                 | UFC 184                                    | 28/02/2015 | 1     | 2:37  | Los Angeles, Califórnia      | |
| Vitória | 32-10  | Norman Parke             | Decisão (dividida)                      | UFC Fight Night: McGregor vs. Siver        | 18/01/2015 | 3     | 5:00  | Boston, Massachusetts        | |
| Vitória | 31-10  | Piotr Hallmann           | Decisão (dividida)                      | UFC Fight Night: Pezão vs. Arlovski II     | 13/09/2014 | 3     | 5:00  | Brasília                     | Luta da Noite.                                                                                                   |
| Vitória | 30-10  | Pat Healy                | Decisão (unânime)                       | UFC Fight Night: Cerrone vs. Miller        | 16/07/2014 | 3     | 5:00  | Atlantic City, New Jersey    | |
| Derrota | 29-10  | Michael Johnson          | Nocaute (soco)                          | UFC 168                                    | 28/12/2013 | 2     | 1:32  | Las Vegas, Nevada            | |
| Vitória | 29-9   | Jamie Varner             | Decisão (dividida)                      | UFC 164                                    | 31/08/2013 | 3     | 5:00  | Milwaukee, Wisconsin         | |
| Vitória | 28-9   | John Cholish             | Finalização (guilhotina)                | UFC on FX: Belfort vs. Rockhold            | 18/05/2013 | 2     | 3:00  | Jaraguá do Sul               | |
| Derrota | 27-9   | Evan Dunham              | Decisão (dividida)                      | UFC 156                                    | 02/02/2013 | 3     | 5:00  | Las Vegas, Nevada            | |
| Vitória | 27-8   | Francisco Trinaldo       | Decisão (unânime)                       | UFC 153                                    | 13/10/2012 | 3     | 5:00  | Rio de Janeiro               | |
| Derrota | 26-8   | Khabib Nurmagomedov      | Decisão (unânime)                       | UFC 148                                    | 07/07/2012 | 3     | 5:00  | Las Vegas, Nevada            | |
| Vitória | 26-7   | Rafael dos Anjos         | Decisão (dividida)                      | UFC 139                                    | 19/11/2011 | 3     | 5:00  | San José, Califórnia         | |
| Vitória | 25-7   | Rafaello Oliveira        | Finalização (mata-leão)                 | UFC 130                                    | 28/05/2011 | 2     | 3:28  | Las Vegas, Nevada            | Finalização da Noite                                                                                             |
| Vitória | 24-7   | Kurt Pellegrino          | Decisão (dividida)                      | UFC 128                                    | 19/03/2011 | 3     | 5:00  | Newark, New Jersey           | |
| Derrota | 23-7   | Jim Miller               | Decisão (unânime)                       | UFC Fight Night: Marquardt vs. Palhares    | 15/09/2010 | 3     | 5:00  | Austin, Texas                | |
| Vitória | 23-6   | Caol Uno                 | Nocaute Técnico (socos)                 | UFC Fight Night: Florian vs. Gomi          | 31/03/2010 | 1     | 4:13  | Charlotte, Carolina do Norte | |
| Vitória | 22-6   | Josh Neer                | Decisão (unânime)                       | UFC 104                                    | 24/10/2009 | 3     | 5:00  | Los Angeles, Califórnia      | Peso Casado (157 Ib)                                                                                             |
| Derrota | 21-6   | Melvin Guillard          | Decisão (dividida)                      | The Ultimate Fighter 9 Finale              | 20/06/2009 | 3     | 5:00  | Las Vegas, Nevada            | |
| Vitória | 21-5   | Jeremy Stephens          | Decisão (unânime)                       | UFC Fight Night: Condit vs. Kampmann       | 01/04/2009 | 3     | 5:00  | Nashville, Tennessee         | Peso Casado (158 Ib)                                                                                             |
| Vitória | 20-5   | Rich Clementi            | Finalização (guilhotina)                | UFC Fight Night: Lauzon vs. Stephens       | 07/02/2009 | 1     | 4:35  | Tampa, Flórida               | |
| Derrota | 19-5   | Joe Stevenson            | Finalização (guilhotina)                | UFC 86                                     | 05/07/2008 | 2     | 2:57  | Las Vegas, Nevada            | |
| Derrota | 19-4   | Tyson Griffin            | Decisão (unânime)                       | UFC 81                                     | 02/02/2008 | 3     | 5:00  | Las Vegas, Nevada            | |
| Vitória | 19-3   | Terry Etim               | Decisão (unânime)                       | UFC 75                                     | 08/09/2007 | 3     | 5:00  | Londres                      | |
| Vitória | 18-3   | Jeff Cox                 | Finalização (triângulo de mão)          | UFC Fight Night: Stout vs Fisher           | 12/06/2007 | 1     | 1:52  | Hollywood, Flórida           | |
| Vitória | 17-3   | Antonio Moreno           | Nocaute Técnico (socos)                 | Nordest Combat Championship                | 09/05/2007 | 1     | 0:55  | Natal                        | |
| Vitória | 16-3   | Jason Dent               | Decisão (unânime)                       | UFC 68                                     | 03/03/2007 | 3     | 5:00  | Columbus, Ohio               | |
| Derrota | 15-3   | Nick Diaz                | Nocaute Técnico (socos)                 | UFC 65                                     | 18/11/2006 | 2     | 2:27  | Sacramento, California       | Luta pelo Peso Meio Médio                                                                                        |
| Vitória | 15-2   | Jedrzej Kubski           | Finalização (mata-leão)                 | KO Arena 4                                 | 11/03/2006 | 1     | 1:03  | Málaga                       | |
| Vitória | 14-2   | Edilson Florencio        | Finalização (triângulo)                 | MCM - Mega Combate Mossoro                 | 02/12/2005 | 1     | 3:26  | Mossoró                      | |
| Vitória | 13-2   | Fabrício Camões          | Finalização (mata-leão)                 | Meca World Vale Tudo 12                    | 09/07/2005 | 1     | 2:15  | Rio de Janeiro               | |
| Derrota | 12-2   | Marcelo Brito            | Decisão (unânime)                       | SS 7 - Storm Samurai 7                     | 11/06/2005 | 3     | 5:00  | Curitiba                     | |
| Vitória | 12-1   | Josenildo Rodrigues      | Decisão (unânime)                       | Ceara Open 2                               | 10/03/2005 | 3     | 5:00  | Fortaleza                    | |
| Vitória | 11-1   | Anderson Cruz            | Nocaute                                 | Octagon Fight                              | 24/02/2005 | 1     | N/A   | Natal                        | |
| Vitória | 10-1   | Josenildo Ramarho        | Finalização (chave de braço)            | Brazilian Challenger 2                     | 21/10/2004 | 1     | N/A   | Natal                        | |
| Vitória | 9-1    | Carlos Alexandre Pereira | Finalização (mata-leão)                 | Champions Night 11                         | 07/10/2004 | 1     | 1:16  | Ceará                        | |
| Vitória | 8-1    | Adriano Martins          | Decisão (unânime)                       | Amazon Fight                               | 20/06/2004 | 3     | 5:00  | Manaus                       | |
| Vitória | 7-1    | Daniel Muralha           | Finalização (chave de braço)            | Champions Night 10                         | 21/05/2004 | 1     | N/A   | Ceará                        | |
| Vitória | 6-1    | Romario Manoel Da Silva  | Finalização (mata-leão)                 | Desafio: Natal vs Nordeste                 | 09/03/2004 | 1     | 2:30  | Natal                        | |
| Derrota | 5-1    | Eiji Mitsuoka            | Nocaute Técnico (paralisação do córner) | DEEP - 11th Impact                         | 13/07/2003 | 2     | 3:41  | Osaka                        | |
| Vitória | 5-0    | Fernando Terere          | Decisão (dividida)                      | Bitetti Combat Nordeste 2                  | 20/03/2003 | 3     | 5:00  | Natal                        | |
| Vitória | 4-0    | Paulo Boiko              | Decisão (unânime)                       | Bitetti Combat Nordeste 1                  | 28/11/2002 | 3     | 5:00  | Natal                        | |
| Vitória | 3-0    | Thiago Alves             | Finalização (Chave de Braço)            | CN - Champions Night 2                     | 30/06/2001 | 2     | 3:31  | Natal                        | |
| Vitória | 2-0    | Rivanio Regiz            | Decisão (unânime)                       | CNVTO - Currais Novos Vale Tudo Open       | 18/05/2000 | 3     | 5:00  | Currais Novos                | |
| Vitória | 1-0    | Ricardo Ricardo          | Nocaute Técnico (desistência)           | MOVT 3 - Mossoro Open de Vale Tudo 3       | 24/12/1999 | 1     | 0:00  | Mossoró                      | |